# 安特罗皮亚世界
《安特羅皮亞世界》是由瑞典遊戲公司Mindark開發的免費多人線上虛擬世界（Massively Multiplayer Online Virtual Universe）。與傳統的大型多人連線遊戲不同，玩家得以免費下載並登入遊戲，玩家以10PED（Project Entropia Dollar） = 1美金（USD）固定的對換率來與現實世界的金錢進行交換。換句話說，遊戲中每項物品都是有實質價值的。玩家可隨時將現金投入遊戲中成為PED，相反地，或將PED兌換成現金。而遊戲營運的收入來自玩家在遊戲中的活動。
Entropia Universe繼承它的舊名──Project Entropia，2006年MindArk宣佈其營業額超過36億PED（$3.6億美金）。透過合作關係以及新技術的引進，2008年Entropia Universe將能允許行星的建造，讓贊助者能建立自訂的內容並發展一個獨立的經濟體系。
目前Entropia Universe擁有從220個國家及超過686,000名註冊玩家，平均遊戲登入人數約在600人（2005年8月）。Entropia Universe因最昂貴的虛擬物品交易分別進入2004年與2008年的金氏世界紀錄一書中。
2007年5月8日，MindArk宣佈史上第一個虛擬銀行權狀的拍賣，經過了數個月的競標，五份授權書以$404,000美金的總價售出。玩家和企業家嘗試投資這個極具潛力的虛擬世界，這些銀行的運作方式已經和遊戲結合，並不是以廣告的方式運作，四座銀行在2007年10月9日被引入遊戲中，而第五座銀行則在同年12月11日開始運行。

## 發展
Entropia Universe的發展是在瑞典自從1995年由Jan Welter Timkrans和他的同仁開始的，在2002年遊戲進行初步測試時，Mindark被微軟控訴其使用未經授權的軟體，而Mindark表示這是因為微軟所開發的遊戲Asheron's Call的競爭而嘗試要影響Entropia Universe的開發。Entropia Universe最終於2003年被發行。而最近的更新在2007年12月。
2007年，Entropia Universe被由北京政府所支持的線上娛樂公司Cyber Recreation Development (CRD)選擇做為創立一個中國的虛擬經濟體系。這項計畫預計會帶來700萬名玩家，並且電影、音樂等企業將可能在遊戲中取得專屬的行星。
2007年7月25日，Mindark宣佈將使用由德國Crytek所開發的CryENGINE2®來作為新一代Entropia Universe的遊戲引擎，並稱它為「closest-to-reality looking massively multiplayer online game ever seen」（最接近真實世界的大型多人連線遊戲）。

## 遊戲背景
在一個非常遙遠且科幻的未來，玩家扮演著一群殖民者開發一個新被發現的星球Calypso，這個星球包括兩個大陸Eudoria和Amethera。星球上佈滿著各式的怪獸及礦產資源可供玩家獵殺和開採。同時，Calypso有兩個太空站圍繞著，玩家必須透過Hangar的飛船才能抵達這兩座太空站。這兩座太空站分別是：
- Crystal Palace Space Station
- Club Neverdie

星球上具有許多的城市和完整的拍賣系統，而遊戲內也有大量的職業可供玩家選擇。

## 費用
玩家不需要任何的付費即可下載並開始這個遊戲，不過，作為一名新玩家，你身上所有只有基本的衣物，這些衣物也是沒有任何價值的。雖然一名新玩家可以免費的遊玩，不過在沒有任何資金的情況下，所能做的事情只有下面幾項：
- 當作一個3D的聊天室。
- 探索這個世界。
- 從地面上搜集水果和各種稀有石頭，這些物品可以賣給其他玩家來換取PED。
- 從動物取得Vibrant Sweat（Sweat），Sweat可以被用來提煉成Mind Essenece（ME），這是一個用來驅動MindForce（MF）的必備物品，而這些Sweat可以賣給其他玩家來換取PED。
- 從事商人，利用買低賣高的方式來賺取利潤。

具有足夠PED的玩家可能會從事打獵（Hunting）、採礦（Mining）或是製造（Crafting/Manufacturing）等職業，當然這些職業是具有風險性，不能保證永遠的利潤。大部分的玩家都有定期的投資一定金額的PED到遊戲中，而少部分玩家嘗試在不投資任何資金的情況下進行遊戲，相對的，他們的難度比其他玩家難上許多，不過在遊戲中也有不少成功的例子。

## 角色創建
Entropia Universe的角色創建相較於目前的網路遊戲是非常精細的。開始遊戲前，玩家可以透過各種方式來創建人物。創建的方式類似第二人生，除了基本的皮膚、眼睛眼色修改之外，Entropia Universe更提供了下列的修改模式，例如身高、身材、臉部五官位置、大小調整、頭髮顏色和造型的調整……等等。

## 合作夥伴
Entropia Universe中的文化之都──New Oxford提供玩家購買現實物品（包括衣服和藝術品）的機會。某些公司與Entropia Universe具有合作關係，並在遊戲中販賣真實世界的物品，例如英國倫敦的Vexed Generation Clothing Ltd在New Oxford城中擁有他們獨特的鹿形建築物，美國紐約的21st Century Fine Art在城中也有開設一個畫廊可供玩家購買畫作。

## 爭論
許多的玩家因為Entropia Universe提供賺錢的機會而投入這個遊戲，MindArk以「Must offer unlimited income opportunities to the player」（提供無限的賺錢機會給玩家）支持這個信念。然而，MindArk的商業計劃是每個玩家每小時花費$0.5至$1.5美金來玩這個遊戲，而大多數的玩家被鼓勵將這花費視為一種投資。某些方面來說，這項服務被視為一種線上賭博，尤其是以真實金錢做為賭注的這個事實。玩家在軟體使用者授權合約（EULA）的限制下僅擁有受限制的權利，並且當MindArk倒閉時僅獲得少部分的保障。
MindArk保留修改遊戲規則、玩家活動的收入以及演算方式來達到商業的目的，投資進入這個虛擬世界是被視為極度具有風險的。有經驗的玩家將他們投資進入的金錢視為傳統線上遊戲每個月的付費，並且期待能夠獲得小量的利潤。在社群裡，較老的玩家通常鼓勵新玩家去嘗試及享受遊戲的樂趣，而不是純粹為了利潤。Entropia Universe玩家也和其他傳統線上遊戲的玩家一樣有虛擬犯罪的問題，而且這些虛擬物品和金錢可以被更快速的轉換成現實世界的金錢，因此經常成為網路釣魚的溫床。與現實金錢做交換的經濟體系讓玩家以更「認真」的態度對待這款遊戲，同時也造成玩家不願對外分享他們對於遊戲的運作機制的了解，增加了遊戲的難度。和現實世界一樣，Entropia Universe最大的爭論是玩家為了這個真實的經濟而想要找出遊戲中每一環節是如何運作的，並且造成了不可避免的階級鬥爭。

## 重點新聞和高價虛擬物品買賣
- 2004年12月14日，MindArk 宣佈虛擬島嶼Treasure Island的拍賣已經結束。得標者Zachurm Deathifier Emegen以265,000 PED（$26,500 美金）的高價標下這座島嶼，同時創下最高單項虛擬物品售價的紀錄。[13]
- 2005年10月24日，一個在小行星上建立的太空站由Jon NEVERDIE Jacobs以100萬PED（$100,000 美金）買下，售價遠高於2004年的Treasure Island，再度創下虛擬物品最高售價的紀錄。NEVERDIE將其命名為Club NEVERDIE，這個太空站包含了20個可供玩家打獵以及採集礦物的空間，並且將其改造為"Live Entertainment in Virtual Reality"（虛擬世界中的娛樂天地）。[14]
- 2005年11月9日，BBC 報導先前花了$26,500美金買下Treasure Island的買主Deathifier在一年內透過稅收和買賣島上的房屋賺回了他最初投資的資金。[15]
- 2006年7月20日，太空站擁有者NEVERDIE花了100,000 PED（$10,000 美金）買下了一顆獨特的虛擬蛋，這顆虛擬蛋被認為是故事情節中由遊戲中動物Atrox的女王所產下的蛋，目前對於這顆蛋的了解仍處於未知狀態。[16]
- 2006年8月21日，太空站買主NEVERDIE宣布他在8個月的運作期內賺回了原本投資的1,000,000 PED。[17]
- 2006年10月17日，MindArk 宣佈他們已經突破了50萬名會員註冊的里程碑。[18]
- 2006年12月28日，隨著8.8版的更新，三座購物中心被新增至遊戲中。最後由Onkel RobRoy Bob買下了位在Twin Peaks（350,004 PED, $35,000 美金）和Emerald Lakes（746,007 PED，$74,600 美金）的購物中心，而在Port Atlantis城的購物中心則以700,677 PED（$70,000 美金）賣給了玩家Epsilon Eps Vaz，購物中心擁有者可以抽取商店裡販賣物品價值2.5%的稅。不久後，Flerin Neomaven Flerinson以未公開的價錢買下了位在Twin Peaks的購物中心。
- 2007年5月8日，MindArk公佈了史上第一項虛擬世界中銀行契約的拍賣結果，五座銀行最後以驚人404,000美金的價格售出[19]，得標者分別是：

Janus JD D'Arcwire，代表 Wireland Bank AG，以$59,060 美金買下。
Yuri iNTellect Efremov，代表俄羅斯線上付款提供者MONETA.ru，以$99,900 美金買下。
Jon NEVERDIE Jacobs，知名Entropia Universe玩家，以$90,000 美金買下。
Anshe Chung，知名虛擬世界企業家，以$60,000 美金買下。
Jolana Kitty Brice，以$95,000 美金買下。
這些銀行的運作方式將會和現實世界的銀行類似，最初，這些銀行可以提供安全的管道讓玩家典當東西並且收取利息，得標者同時也可以選擇銀行的地點和銀行的造型。每位得標者必須再以額外1,000,000 PED作為起始運作資金。

## 外部連結
- Entropia Universe － 官方網站
- EntropiaForum （页面存档备份，存于） － 社群討論區 (非官方)
- Entropedia （页面存档备份，存于） － 遊戲物品資料庫 (Wiki)
- Entropia Directory （页面存档备份，存于）
- Entropia Universe Loot